# Oliarus sementina
Oliarus sementina är en insektsart som beskrevs av Ball 1902. Oliarus sementina ingår i släktet Oliarus och familjen kilstritar. Inga underarter finns listade i Catalogue of Life.